# Karl Heinrich von Heyking

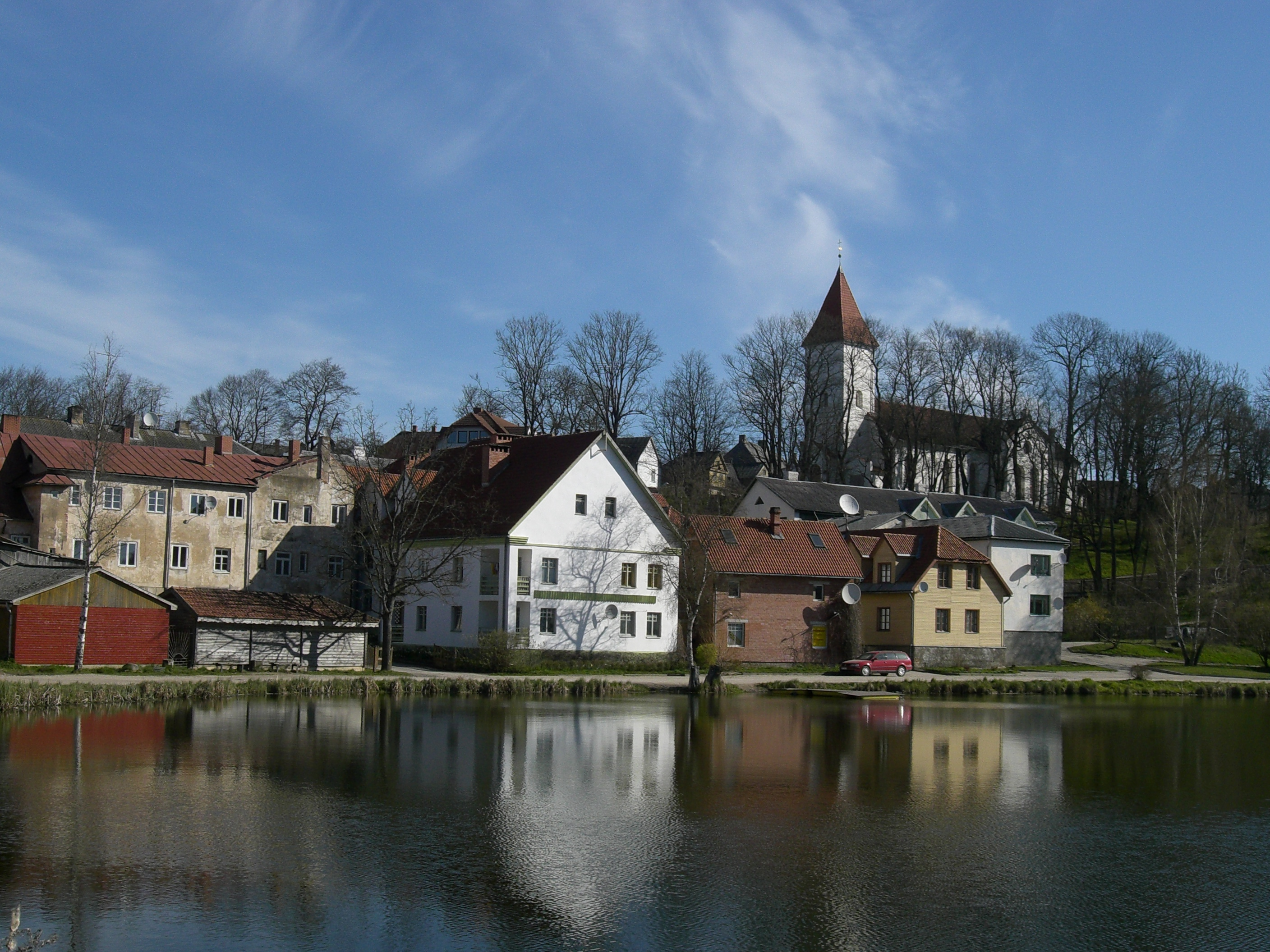
Panorama Talsi

Karl Heinrich von Heyking (* 22. Juli 1751 in Oxeln (heute Oksle in Talsi); † 18. Oktober 1809 in St. Petersburg) aus dem Adelsgeschlecht der Herren von Heyking war ein kurländischer Diplomat und Verfasser einer bedeutenden Autobiografie. Sein Vater war Wilhelm Alexander von Heyking, ein leidenschaftlicher Anhänger des Herzogs Karl von Kurland, seine Mutter Sophia Dorothea geb. von Roenne.

## Leben
Heyking wurde 1763–1768 in Warschau erzogen. 1768 hielt er sich im Dienst des Herzogs Karl in Dresden auf, danach war er beim Grafen Oginski beschäftigt und wurde schließlich  Kammerherr des Kurfürsten von Trier. Als Offizier trat er 1777 in polnische, dann in russische Dienste, bis er 1785 verabschiedet wurde. 1788–1793 wirkte er als kurländischer Landesdelegierter in Warschau und Grodno. Anschließend war er bis 1794 zugunsten Herzog Peters von Kurland in St. Petersburg tätig. 1794 wurde er zum Oberstallmeister ernannt und entwarf 1795 die Abdankungsurkunde des Herzogs.
Nach der Eingliederung Kurlands in das Russische Reich wurde er Staatsrat und Präsident des Zivilgerichtshofs von Kurland. Von Kaiser Paul 1796 nach St. Petersburg berufen, wo er als Senator und Geheimer Rat tätig war, wurde er 1797 Präsident des Justizkollegiums der Liv-, Est- und Finnländischen Sachen. Als Chef der Kultusverwaltung der fremden Konfessionen trat er für die Jesuiten ein. Wegen der Freundschaft seiner Frau mit dem Hoffräulein Nelidowa fiel er in Ungnade und ging 1798 nach Mitau, zeitweise war er auf sein Arrendegut Brandenburg (Kurland) verbannt. In den folgenden Jahren verfasste er seine Memoiren. 1806 wurde er wieder Senator, 1807 Wirklicher Geheimer Rat bis man ihn 1809 beurlaubte.

## Familie
1784 heiratete er in St. Petersburg Angelique de Lafont (1748–1816), Tochter der Leiterin des Smolny-Konvents Sophie de Lafont. Die Tochter der Heykings, Luisa, heiratete den General Alexander Petrowitsch Tormassow.

## Werke
- Aus Polens und Kurlands letzten Tagen, hrsg. von Alfons Heyking, Berlin 1897 Digitalisat, Universitas Tartuensis